# Vera Bergman
Vera Bergman (Berlino, 16 febbraio 1920 – Victoria, 19 maggio 1971) è stata un'attrice tedesca.

## Biografia
Figlia di Karl Bergman, che era stato ambasciatore tedesco a Parigi, Vera seguì i corsi di recitazione impartiti presso la scuola teatrale di Max Reinhardt; dopo aver girato un lungometraggio in Germania, giunse a Roma nel 1939 per un provino con Vittorio De Sica, e nonostante la giovanissima età venne scelta per la parte della professoressa Malgari nel film Maddalena: zero in condotta. Continuò a interpretare pellicole per tutto il periodo bellico, e anche nel dopoguerra sino al 1954.

## Filmografia

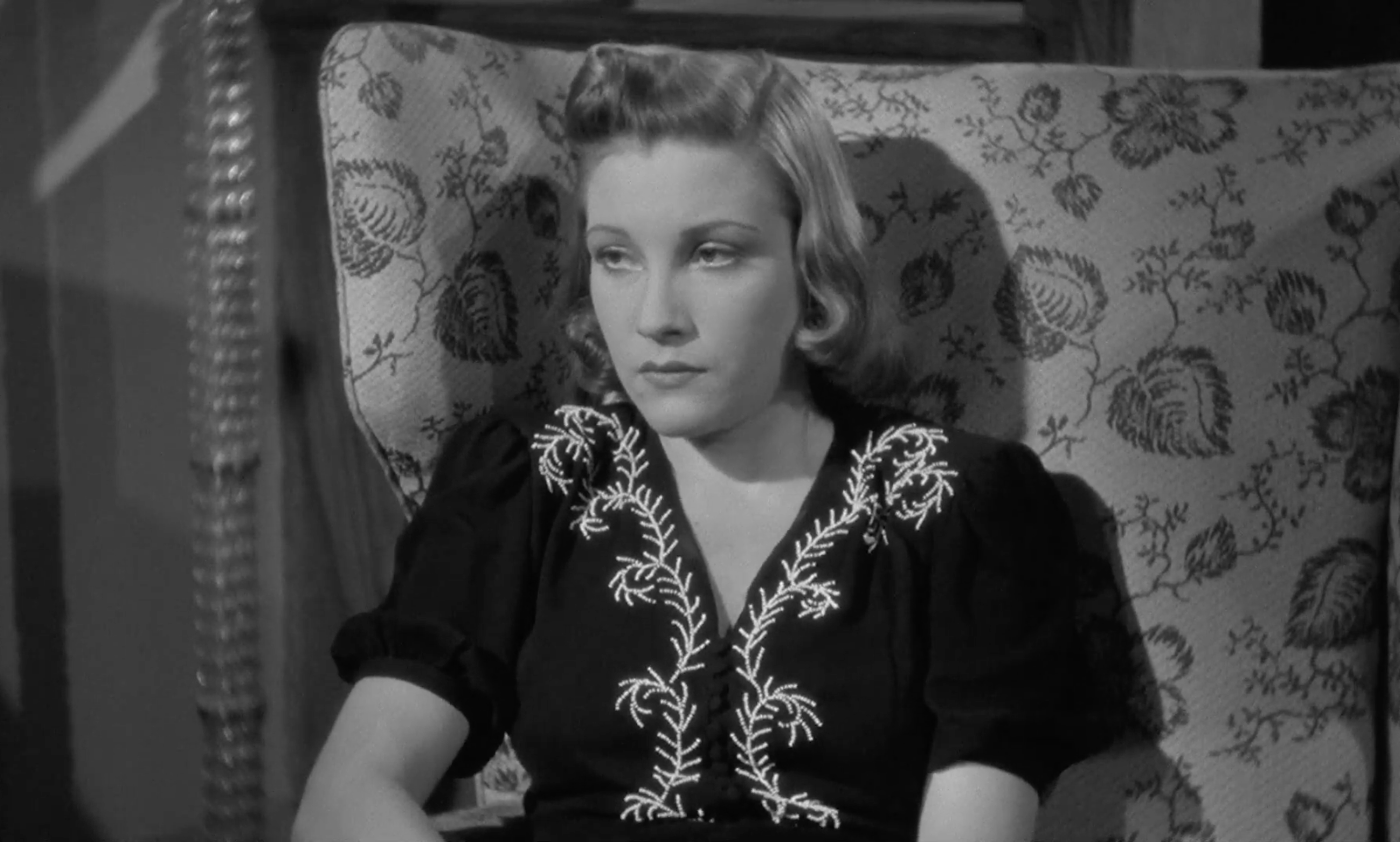
Vera Bergman in La bocca sulla strada (1941)

- Brillano le stelle (Es leuchten die sterne), regia di Hans H. Zerlett (1938)
- Maddalena: zero in condotta, regia di Vittorio De Sica (1940)
- Manovre d'amore, regia di Gennaro Righelli (1940)
- La bocca sulla strada, regia di Roberto Roberti (1941)
- Notte di fortuna, regia di Raffaello Matarazzo (1941)
- La fabbrica dell'imprevisto, regia di Jacopo Comin (1942)
- M.A.S., regia di Romolo Marcellini (1942)
- Il campione, regia di Carlo Borghesio (1943)
- Tre ragazze cercano marito, regia di Duilio Coletti (1943)
- Non canto più, regia di Riccardo Freda (1945)
- Fuga nella tempesta, regia di Ignazio Ferronetti (1946)
- L'apocalisse, regia di Giuseppe Maria Scotese (1946)
- Teheran, regia di William Freshman (1946)
- I due orfanelli, regia di Mario Mattoli (1947)
- Il fabbro del convento, regia di Max Calandri (1947)
- Legge di sangue, regia di Luigi Capuano (1947)
- Canzoni per le strade, regia di Mario Landi (1950)
- L'ultima gara, regia di Piero Costa (1954)

## Doppiatrici italiane
- Lydia Simoneschi in Maddalena... zero in condotta, Non canto più
- Tina Lattanzi in La bocca sulla strada